# Panda (banda)
Panda (também escrito como  PXNDX) é uma banda mexicana. Seu estilo tem sido diferenciado passando por: pop punk em seu CD Arroz Con Leche, vindo ao rock no seu disco La Revancha Del Príncipe Charro e com temática Pop Punk em seu terceiro disco, ainda que mantendo o estilo rock. A banda se formou em 1996 e se consolidou em 1997. Seus integrantes são originários de Monterrey e Nuevo León. Firmados com uma gravadora independente, vão se convertendo em uma das bandas mexicanas independentes mais reconhecidas; formam junto com outras bandas o movimento chamado Avanzada regia.

## História
O grupo é formado por quatro amigos que não tinham muito o que fazer com seu tempo livre. Então, resolveram tocar covers (canções de outras bandas), até que resolveram fazer suas próprias composições inspiradas em conteúdo juvenil, amigos, bons momentos, festas e amor. Fizeram um repertório de várias canções, com as quais gravaram um demo (Demo 1997). Foi então quando obtiveram um contrato com uma gravadora independente, "Movic Records". Em idade de 18 anos, o baterista David Castillo resolve sair da banda, sendo seguido por Jorge Vazquez.
No ano de 2001, sai as vendas seu primeiro álbum, chamado de "Arroz Con Leche". O álbum passou quase despercebido por muita gente e os meios de comunicação. Até que em 2002, com seu segundo CD "La Revancha Del Príncipe Charro" (que por ser edição especial possuia um VCD em que ofereciam uma mistura de punk) o grupo obteve popularidade.
Depois de vários shows de seu segundo álbum, pelo México e Estados Unidos, Panda tira férias e cria seu terceiro disco. Foi então quando Jorge Garza, conhecido como Ongi, decide deixar a banda por assuntos pessoais. Em seu lugar entrou Arturo Arredondo.
Seu terceiro disco "Para Ti Con Desprecio", foi feito em 2005 e é  o álbum que tem maior popularidade no México e na América Latina. Neste disco a banda abandonou o estilo pop punk que os caracterizava. Em 2005 foram nominados a uma das línguas dos "MTV Video Music Awards Latinoamérica", na categoria de melhor grupo de rock, conseguindo o prêmio.
No começo de 2006, Panda grava o tema "No Te Deseo El Bien Pero Tampoco El Mal" que foi parte da trilha sonora do filme Un Mundo Maravilloso.
Em 2 de outubro de 2006, lançaram o quarto álbum intitulado Amantes Sunt Amentes ("Amantes São Dementes"); do qual seu primeiro single "Narcisista por Excelencia" foi lançado em setembro do mesmo ano. Com este CD, estiveram nos  Premios MTV Latinoamérica 2006 em 19 de outubro do dito ano, e ganhou 5 línguas como melhor grupo de rock, melhor grupo o duo, e como artista revelação tocando "Narcisista por excelencia" ao vivo. Em 14 de fevereiro de 2007 lançam o segundo single "Los malaventurados no lloran" em MTV.
Em 25 e 26 de novembro de 2006 a banda gravou seu primeiro DVD ao vivo no Auditorio Nacional de México.
Em los 100 mas Pedidos de MTV de 2006, transmitidos na última semana do ano, sua canção "Disculpa los malos pensamientos" obteve o primeiro lugar.
Em 2006 é publicada sua canção "Si esto fuese realidad" para a série mexicana "Skimo", produzida por Nickelodeon.
Em fevereiro de 2007 a banda tem participação no CD Tributo al más grande, compilação de êxitos da banda Bronco com a qual Panda participa na canção "Oro", assim mesmo o vocalista José Madero interpreta junto com Guadalupe Esparza e Luis do grupo "Tolidos", a canção "Amigo Bronco".

## Controvérsia
Em 2005, o mexicano magazine R & R, Martinez Rios julho, Magazine R & R, No. 51, México</ref> publicou um artigo em que algumas das Panda canções, principalmente a partir de seu álbum Para ti con desprecio, tinha algumas semelhanças com canções de outros grupos semelhantes de gêneros, como My Chemical Romance, Green Day, MxPx, Blink 182, Sum 41 e Fall Out Boy'
Com o lançamento do seu quarto álbum "Amantes sunt Amentes" e para o crescimento da popularidade da banda na MTV em outros países, eles não evitar o assunto, mas prefiro "e passar para outra página." Ricardo Trevino, o baixista da banda disse: "Há peoplewho disse: amor ou ódio Panda. Acho que somos mais do que aqueles que odeiam-nos escutar, então por que você iria discutir essas coisas?
Para descobrir os alegados raptos que fez com que esta banda está gênero entre muitas pessoas, um sentimento de rejeição para com esta banda, que afirmam que essa banda se plágio: so-called Anti Pandas foram expressos de diferentes formas, abraçando a Internet nas páginas Youtube, MySpace e Facebook, bem como nos festivais que apresenta Panda.
Com o passar dos anos recentes, Panda tem recebido muitas ocasiões, no booing da platéia quando apresentou em diversos festivais, tais como na edição de 2007 do Festival RockNExa; Panda e recebeu o booing desaprovação da opinião pública que mostrou descontentamento com o surgimento da banda. A partir da audiência foram atiradas garrafas, lixo, entre outras coisas no palco, enquanto se divertiam.
Vive Latino 2008 não foi excepção. Na sequência do bem-recebida apresentação de Babasónicos, a banda apresenta adiante, na mesma cena foi Panda verde, dois terços do público de que a Coréia argentinos apressaram-se a cena a azul, de novo, a banda teve que agüentar o booing, mais uma ducha de papelão esmagada copos e garrafas cheias com terra e água. Sem embarago deliciar seu sucesso contínuo de seus seguidores para terminar seu show com o grito de "É a segunda vez que não batia nós, a lenda vida".
Em 31 de maio de 2008 se repetir a mesma história em theThird Festival Internacional Rock in Rio08, onde várias pessoas na platéia foram desrespeitoso para com os membros da banda, através do lançamento de mais de 200 garrafas cheias com Terra, e outros vazios. Os músicos foram chato, mas apesar de tudo, não cancelou sua apresentação.

## Integrantes
Alinhação Pré-Panda (1996)
- José Madero (Pepe)- Voz principal, e Guitarra Secundaria.
- Jorge Garza (Ongi) - Guitarra principal, Voz Secundaria.
- Ricardo Treviño (Rix / Riki...) - Baixo e Coro.
- David Castillo (Chunky) - Bateria.

Alinhação Original (1997 - 2004)
- José Madero - Voz Principal, e Guitarra Secundaria.
- Jorge Garza - Guitarra Principal, Voz Secundaria.
- Ricardo Treviño - Baixo e Coro
- Jorge Vazquez (Kross) - Bateria

Alinhação Atual (2006 - Atualmente)
- José Madero (Pepe) - Voz Principal, Guitarra Secundaria e Moog.
- Ricardo Treviño (Rix)-  Baixo  e Voz Secundaria.
- Arturo Arredondo (R2D2) -Guitarra Principal, e coro.
- Jorge Vazquez (Kross)- Bateria.

## Discografia
| Álbum |
| --- |
| Arroz con leche - Lançamento: 2000 - Canções: 1. El Elías. 2. Tanto. 3. Miércoles. 4. En el Vaticano. 5. Sunny Blue. 6. Buen día. 7. Sweater Geek. 8. Si supieras. 9. El Gran McGee. 10. Muñeca. 11. Gripa y Mundial. 12. Te invito a mi fiesta. |
| La revancha del príncipe charro - Lançamento: 2002 - Canções: 1. Christina. 2. Claro que No. 3. Hola! 4. El Chango de los Dos Plátanos. 5. Corazón de un Cuento Roto. 6. Doble Gracias. 7. Quisiera no pensar. 8. Ya no jalaba. 9. Córtame con unas tijeras, pero que no se te olvide el resistol para volverme a pegar. 10. Señor Payaso. 11. Ando Pedo y Ella Está Aquí. 12. Ilasha. 13. Mala Suerte. 14. Amiguito. 15. Maracas. |
| Para ti con desprecio - Lançamento: 2005 - Singles: 1. Reflexiones de una Mente Perturbada. 2. Disculpa los malos pensamientos. 3. ... y de la Gasolina Renació el Amor. 4. Cita en el quirófano. 5. Ya no es Suficiente Lamentar. 6. 3+1. 7. Mi Huracán Llevaba tu Nombre. 8. Promesas/Decepciones. 9. Descanso: Ódiame. 10. Cuando no es como debiera ser. 11. Miedo a las alturas. 12. Hasta el Final. 13. Figura Decorativa sobre Fondo Ornamental. 14. No Tienes Oportunidad Contra mi Antipática Imaginación. 15. Porque Todavía Podemos Decir "Una Vez Más". |
| Amantes Sunt Amentes - Lançamento: 2006 - Canções: 1. La Estrategia Perdida. 2. So Violento, So Macabro. 3. El Infame "Estar y no Estar". 4. Estoy ma Sohloh que Ayer, Pero Menos que Mañana. 5. Narcisista por Excelencia. 6. Procedimientos para llegar a un común acuerdo. 7. Tripulación, Armar Toboganes. 8. Pathetica. 9. Los malaventurados no lloran. 10. Tus Palabras Punzocortantes. 11. Atractivo Encontramos en lo Más Repugnante. 12. ¡Ah pero cómo vendo cassettes! |
| Sinfonía Soledad - Lançamento: 2007 - Canções - CD: 1. Intro 2. Cuando no es como debiera ser 3. Atractivo encontramos en lo más repugnante 4. Estoy más sohloh que ayer, pero menos que mañana 5. Ya no es suficiente lamentar/3+1 6. Procedimientos para llegar a un común acuerdo 7. Claro que no 8. Narcisista por excelencia 9. Cita en el quirófano 10. Los malaventurados no lloran 11. Muñeca 12. Ya no jalaba 13. Promesas / Decepciones 14. Tus palabras punzocortantes... 15. So Violento, So Macabro 16. Disculpa los malos pensamientos 17. No te deseo el bien, pero tampoco te deseo el mal 18. Nunca nadie nos podrá parar (Gracias) - Vídeos - DVD: 1. Intro 2. Cuando no es como debiera ser 3. Atractivo encontramos en lo más repugnante 4. Estoy más sohloh que ayer, pero menos que mañana 5. Ya no es suficiente lamentar/3+1 6. La Estrategia Perdida 7. Procedimientos para llegar a un común acuerdo 8. Claro que no 9. Narcisista por excelencia 10. Cita en el quirófano 11. Los malaventurados no lloran 12. Tripulacion,Armar Toboganes 13. Muñeca 14. No Tienes oportunidad contra Mi antipatica Imaginacion 15. Ya no jalaba 16. Promesas / Decepciones 17. Tus palabras punzocortantes... 18. ¡Ah Pero como vendo Cassettes! 19. Pathetica 20. So Violento, So Macabro 21. Disculpa los malos Pensamientos 22. End Credits |
| Poetics - Lançamento: 2009 - CD 1: 1. Popurrí Para Ti (3:18) 2. Fascinante (4:31) 3. Conversación Casual (3:47) 4. El Cuello Perfecto (3:39) 5. Espíritu Pionero (2:42) 6. Solo A Terceros (4:35) 7. Abigail (4:16) 8. Casi Nula Autoestima (3:34) 9. Del Rapto Y Otros Pormenores (2:47) 10. Nuestra Aflicción (5:06) - CD 2: 1. Que Tu Cama Sea Mi Hogar (3:17) 2. Adheridos Separados (3:21) 3. Martirio De Otro (3:21) 4. ¡Soy Un Ganador! (3:01) 5. Lascivamente (3:29) 6. Un Tipo De Indulgencia (3:52) 7. Amnistía (2:01) 8. Agradable Locura Temporal (3:39) 9. Espejismos Y Visiones (3:16) 10. Quinta Real (3:59) |
| Bonanza - Lançamento: 2012 - Canções: 1. Huésped en casa propia 2. Las mil y una camas 3. La noche de la mesa triste 4. Pensándolo bien, pensé mal 5. Color negro pasíon 6. Envejecido en barril de roble 7. La reina de uxmal 8. Bella en mi cabeza para siempre 9. Romance en Re sostenido 10. Ilusión, oh ilusión 11. Consejo al espejo 12. Aforismos 13. La vida en el baranda Sangre Fría - Lançamento: 2013 - Canções: 1. De otro modo 2. Saludos desde Turquía 3. Saco sport y clavel blanco 4. Pasar desapercibido 5. Introducción a la Cartografía 6. Sequedad Musical 7. Lunar de Clavicula 8. Enfermedad en casa 9. Usted 10. Mujer, nada me has dado 11. 10 A. M. 12. Libre pastoreo 13. En tu honor 14. Sangre Fría |

## Colaborações
| Álbum |
| --- |
| Banda Sonora de "Skimo" - Lançamento: 2006 - Canções: 1. Si esto fuese realidad                                  |
| Banda Sonora de "Un mundo maravilloso" - Lançamento: 2006 - Canções: 1. No te deseo el bien, pero tampoco el mal |
| "Oso Mocoso" - Canções: 1. Los Lagartijos (sólo Pepe)                                                            |
| Tributo al más grande - Lançamento: 2007 - Canções: 1. Amigo Bronco (junto con Guadalupe Esparza) 2. Oro         |

## Singles
- Te invito a mi fiesta(2000)
- Buen día (2000)
- Si supieras (2000)
- Hola (2002)
- Maracas (2002)
- Ya no jalaba (2002)
- Quisiera no pensar(2004)
- Cita en el quirófano (2005)
- Cuando no es como debiera ser (2005)
- Disculpa los malos pensamientos (2006)
- Narcisista por excelencia (2006)
- Los malaventurados no lloran (2007)
- Procedimientos para llegar a un común acuerdo (2007)
- Solo a terceros (2009)

## Curiosidades
Uma de suas canções, chamada "Procedimientos para llegar a un común acuerdo" está presente na trilha sonora da dance machine coreana Pump It Up na versão NXA.